# Woko National Park
Woko National Park är en park i Australien. Den ligger i delstaten New South Wales, i den sydöstra delen av landet, omkring 240 kilometer norr om delstatshuvudstaden Sydney.
Trakten runt Woko National Park är nära nog obefolkad, med mindre än två invånare per kvadratkilometer.. 
I omgivningarna runt Woko National Park växer i huvudsak städsegrön lövskog. Genomsnittlig årsnederbörd är 1 497 millimeter. Den regnigaste månaden är februari, med i genomsnitt 277 mm nederbörd, och den torraste är oktober, med 32 mm nederbörd.